# Errina dendyi
Errina dendyi is een hydroïdpoliep uit de familie Stylasteridae. De poliep komt uit het geslacht Errina. Errina dendyi werd in 1912 voor het eerst wetenschappelijk beschreven door Hickson. 